# Федеральное сетевое агентство Германии
Федеральное сетевое агентство по электричеству, газу, телекоммуникациям, почте и железным дорогам (нем. Bundesnetzagentur für Elektrizität, Gas, Telekommunikation, Post und Eisenbahnen, сокращённо Bundesnetzagentur, BNetzA) — германское федеральное ведомство в сфере деятельности Федерального министерства экономики и энергетики. Задачи Федерального сетевого агентства как высшего регулятора в подведомственных отраслях состоят в стимулировании конкуренции на так называемых сетевых рынках. Ведомство было создано в 1998 году и расположено в бывшей столице ФРГ Бонне.
Одной из задач Федерального сетевого агентства является сертификация газопровода «Северный поток — 2».[значимость факта?]